# Эбнер, Фердинанд
Фердинанд Эбнер (нем. Ferdinand Ebner; 31 января 1882, Винер-Нойштадт, Нижняя Австрия — 17 октября 1931, Габлиц, Нижняя Австрия) — австрийский философ, вместе с Мартином Бубером и Францем Розенцвейгом считается одним из самых видных представителей диалогической философии.

## Биография
Окончил педагогический колледж. Работал учителем в Габлице около Вены. С 1900 года страдал от болезни лёгких и депрессий, чувствовал себя больным и подавленным. Много времени проводил в больницах и санаториях.
Дважды пытался совершить самоубийство. Умер в 1931 году от туберкулёза в Габлице, где и был похоронен.

## Научная деятельность
Всю свою жизнь занимался философскими и религиозными вопросами. Много времени посвящал литературе, философии, психологии.
Основоположники диалогической философии столкнулись с событиями Первой мировой войны лицом к лицу.  Эбнер и М. Бубер родились в Австро-Венгрии и Германии, что и определило их взгляды на мир. Соответственно, диалог — это элемент гуманности, средство установления и поддержания мирных отношений не только между двумя людьми, но и группами людей (страны, организации и т. д.). При этом они впитали в себя наследство религиозной немецкой философии, поэтому эта тема становилась одной из центральных в ранней философии диалога: Бог — это связующее звено для всего человечества. В этот период появляются программные работы диалогической философии: «Я и Ты» М. Бубера (1923), «От Я к Другому» Ф. Эбнера.
Философия Эбнера о человеке, существующем в личных отношениях с Богом и другими людьми. Философия Эбнера, ориентированная на отношения «я» — «ты», предвосхищала христианский экзистенциализм Габриэля Марселя. Исходя из единства «я» и «ты» Эбнер разработал философию на религиозной основе.
В отличие от трансцендентализма, который отстаивал существование единого, гомогенного трансцендентального сознания, Эбнер исходит из существования единичного, конкретного человека, который не изолирован, а неотрывен от связи с «Ты». «Я и Ты — это духовные реальности жизни. Развитие следствий из этого и из познания того, что Я существует только в своем отношении к Ты, а не вне его, могло бы, вероятно, поставить философию перед новой задачей» — понять экзистенцию Я из отношения к Ты (Ebner F. Das Wort und die geistige Realitat, Gesammellte Werke, Bd 1. Wien, 1952, S. 25). Это диалогическое отношение «Я» и «Ты» существует благодаря языку.
Эбнер в своей философии, называемой им «пневматологией духа», под влиянием И. Гамана, С. Кьеркегора и В. Гумбольдта подчеркивает фундаментальную значимость слова в формировании духовной реальности — вся духовная жизнь в нас обусловлена словом и через слово нацелена опять-таки на отношение к духовному вне нас. Исток языка и слова — Бог, они — откровение Бога человеку. Переход от неповторимой личности к объективному духу Эбнер рассматривал как переход от 2-го грамматического лица к 3-му лицу. Я подобно Богу, что налагает на каждого человека моральную ответственность и долг быть подобным абсолютному Ты.

## Память
В 1950 году было создано Общество Фердинанда Эбнера, предшественника нынешнего Международного общества Фердинанда Эбнера.

## Избранные сочинения
- Die Sinnhaftigkeit des Wortes, Gesammelte Werke, Bd 2. Wien, 1952;
- Aphorismen und Tagebuchblatter, Gesammelte Wferke, Bd 2. Wien. 1952;
- Zur Grammatik der Existenzialaussage, Gesammelte Werke, Bd3. Wien, 1952; в рус. пер.: Выдержки из дневника,— В кн.: Философско-литературные штудии, вып. 2. Минск, 1992, с. 366—374;
- Из записных книжек,— В кн.: Махлин В. Л. Я и Другой (истоки философии «диалога» XX века). СПб., 1995, с. 115—128;
- Слово и духовные реальности.— В кн.: От Я к Другому. Минск, 1997, с. 28—45.